# Ankalagon saurognathus
L'ancalagon (Ankalagon saurognathus) è un mammifero estinto, appartenente ai mesonichidi. Non si conoscono altre specie appartenenti a questo genere. Visse nel Paleocene inferiore (circa 62 milioni di anni fa) e i suoi resti sono stati ritrovati in Nuovo Messico.

## Descrizione
L'aspetto di questo animale doveva essere piuttosto simile a un lupo dalla testa massiccia e dalle zampe corte, ma delle dimensioni di un orso. Il cranio possedeva mascelle forti e una dentatura costituita da canini acuminati e molari triangolari, che insieme formavano un margine tagliente. È possibile che in questa specie esistesse una forma di dimorfismo sessuale: alcune ossa di mascelle rinvenute erano più robuste delle altre, e i molari erano più massicci, probabilmente più adatti a frantumare ossa che a tagliare carne; questo suggerirebbe che i maschi frantumavano ossa, come le odierne iene.

## Classificazione
L'ancalagon è un rappresentante degli acreodi, o mesonichidi, un gruppo di mammiferi forse imparentati con gli artiodattili, ma che svilupparono attitudini carnivore. Evolutosi appena dopo la scomparsa dei dinosauri, questo animale aumentò le proprie dimensioni in pochi milioni di anni, fino a diventare il più grande mammifero predatore del Paleocene. Evolutosi probabilmente da forme più piccole come Dissacus, Ankalagon era probabilmente il predatore di vertice del suo ecosistema. Gli unici mesonichidi nordamericani più grandi di Ankalagon furono alcune specie di Pachyaena dell'Eocene inferiore.

## Significato del nome
Il nome generico deriva da quello del drago Ancalagon, citato nel Silmarillion di J. R. R. Tolkien. Secondo l'autore, “Ancalagon” si tradurrebbe dalla lingua Sindarin come “mascella” (anc) e “impetuosa” (alag). Il nome però era già occupato da un verme priapulide fossile, Ancalagon minor, rinvenuto a Burgess Shales. Fu così stabilito di denominare il grande mesonichide paleocenico come Ankalagon.